# Toulon-sur-Arroux
Toulon-sur-Arroux – miejscowość i gmina we Francji, w regionie Burgundia-Franche-Comté, w departamencie Saona i Loara.
Według danych na rok 1990 gminę zamieszkiwało 1867 osób, a gęstość zaludnienia wynosiła 43 osoby/km² (wśród 2044 gmin Burgundii Toulon-sur-Arroux plasuje się na 108. miejscu pod względem liczby ludności, natomiast pod względem powierzchni na miejscu 56.).